# ۳ دیوار
۳ دیوار (به هندی: 3 Deewarein) فیلمی محصول سال ۲۰۰۳ و به کارگردانی ناگش کوکونور است. در این فیلم بازیگرانی همچون جوهی چاولا، ناگش کوکونور، نصیرالدین شاه، جکی شروف، گلشن گروور، رانگانات ایفای نقش کرده‌اند.